# فيليب لا فوليت
فيليب لا فوليت هو محامي وسياسي أمريكي، ولد في 8 مايو 1897 في ماديسون في الولايات المتحدة، وتوفي بنفس المكان في 18 أغسطس 1965. نشط حزبياً في الحزب الجمهوري. وقد انتخب حاكم ولاية ويسكونسن ‏ (7 يناير 1935 – 2 يناير 1939) وانتخب حاكم ولاية ويسكونسن ‏ (5 يناير 1931 – 2 يناير 1933).

## وصلات خارجية
- فيليب لا فوليت على موقع الموسوعة البريطانية (الإنجليزية)